# La Harpe de mélodie
Pour les articles homonymes, voir mélodie (homonymie).

La Harpe de mélodie est une composition musicale de Jacob Senleches. Il s'agit d'un virelai, dont la conception est très représentative du style ars subtilior.
Cette pièce nous a été transmise par deux sources.
La première source date d'environ 1395 est le manuscrit Chicago, Newberry Library, Ms. 54.1, f. 10r (sigle RISM US-Cn 54.1, aussi connu avec le sigle Chic). Dans cette source, l'œuvre est transmise anonymement, c'est-à-dire que le nom du compositeur n'est pas indiqué. Le virelai est noté pour deux voix, cantus et ténor. Les voix sont notées sur les cordes d'une harpe, sur quatre "portées", la première de 10 lignes et les autres de 9 lignes. Cela fait donc 37 cordes, mais seules 22 chevilles sont dessinées. Néanmoins, les notes sont seulement placées sur les cordes et non pas également entre elles comme sur une portée normale, ce qui crée une sorte de tablature assez délicate à déchiffrer directement. Un rondeau séparé, expliquant comment faire dériver une troisième voix canonique de la partie de cantus, est écrit sur une bannière enroulée autour du pilier courbe de la harpe.
La seconde source de cette pièce est le célèbre Codex Chantilly, Chantilly, Bibliothèque du Musée Condé, ms. 564 (formellement 1047), f. 43v (sigle RISM F-Ch 564). Dans cette source, la pièce est écrite sur des portées habituelles de six lignes et aucune illustration n'est présente. Le rondeau explicatif est présent sous la musique.
Les liens entre le texte du virelai, l'illustration de harpe et le rondeau montrent que Jacob Senlenches souhaitait à travers cette notation effectuer une fusion des arts, comme par exemple Baude Cordier avec ses deux pièces Tout par compas et Belle, bonne et sage.
La version Newberry a servi comme photo de couverture du livre Medieval Music (Norton, 1978) de Richard Hoppin, un texte de référence fréquemment utilisé dans les universités américaines.
Le batteur lyonnais Emmanuel Scarpa la réinterprète sur son disque MIGHT BRANK EP#2  - The Masks.
|                                                       |
| Codex Chantilly, f. 43v (en notation conventionnelle) |

|                                                                              |
| Newberry Library, Ms. 54.1, f.10r (notes écrites sur les cordes de la harpe) |

## Texte
La harpe de melodie

Faite sanz mérancolie

Par plaisir

Doit bien chacun resjoir

Pour l'armonice oir sonner et venir

Et pour ce je sui d'acort

Pour le gracieux deport

De son douz son

De faire sanz nul discort

Dedens li, de bon acort

Une chanson

Pour plaire une compagnie

Pour avoir plaisanche lie

Pour deplaisance fuir

Qui trop annuie

Aceulz qui plaist a oir

La harpe de melodie

Faite sanz mérancolie

Par plaisir

Doit bien chacun resjoir

Pour l'armonice oir sonner et venir
La première, la quatrième et la dernière strophe sont chantées sur la même musique (partie A). La deuxième et la troisième strophes sont chantées également sur la même musique (partie B). Cela donne donc musicalement la structure suivante : ABBAA.